# Domkyrkokaplan
Domkyrkokaplan är en titel som kan ges till en av de präster som tjänstgör i en domkyrka som markering av att denne inom sin vanliga prästtjänst och som biträde till domprosten har särskilt ansvar för domkyrkans gudstjänstliv och funktion som stiftskatedral. Titeln tillskapades 1968 i Uppsala för dåvarande pastoratsadjunkten Martin Lönnebos räkning - för att institutionalisera dennes uppdrag som ansvarig för gudstjänstlivet i Uppsala domkyrka i samband med Kyrkornas världsråds generalförsamling i Uppsala 1968, det s.k. Uppsala 68 - och fick snart efterföljare i andra stift. 
Titeln som domkyrkokaplan skall inte förväxlas med befattningen som domkyrkosyssloman.